# Агайская волость
Ага́йская во́лость — административно-территориальная единица в составе Евпаторийского уезда Таврической губернии. Занимала западную часть современного Раздольненского района, восточную Черноморского, включала и по несколько сёл Сакского и Первомайского районов.
Образована в результате земской реформы 1890-х годов, которая в Евпаторийском уезде прошла позже 1892 года, в основном, из деревень упразднённой Биюк-Асской и, частично, Курман-Аджинской волостей (в границах 1860 года).

## Состояние на 1900 год
Крупнейшая волость уезда — по «Памятной книжке Таврической губернии на 1900 год» население составило 6951 человек и включала 1 село — Орлюк-Бий с 65 жителями и 58 населённых деревень:
Также на 1900 год 2 деревни записаны, как разорённые: Алтыулук и Коктана; Баим-Чоргунчи — просто без жителей; в волости числились 5 посёлков — Агай со 127 жителями, Карабай с 24, Каспорю-Эльгеры — 101 житель, Коджалак — 55 и Тлеш — 38. 11 хуторов —

| - Бакал (18 чел.), - Джаманак-Эльгеры (11 чел.), - Камбар (Эльток) (10 чел), - Алтыпармак (34 чел), - Карчага (5 чел), | - Отар-Чокрак (8 чел), - Суэрек (25 чел), - Сакав (284 чел), - Тлеш (25 чел), - Чеголтай (3 чел), - Шейх-Эли (14 чел). |

4 усадьбы, которые со временем стали сёлами: Кара-Чора-Молла — 58 чел., Каспорю — 22 чел., Кудаш — 25 чел., Нойман — 16 чел.
Также к волости были приписаны: рыбный завод Бакал (2 жит.), соляной промысел Бакал (13 жит.), кордон Бакал (12 жит.), Кардон-Эли (4 жит.)

## Справочник 1915 года
По Статистическому справочнику Таврической губернии. Ч.II-я. Статистический очерк, выпуск пятый Евпаторийский уезд, 1915 год, в Агайской волости Евпаторийского уезда числилось 99 различных поселений (из них одно село Бий-Орлюк и 70 деревень) в которых проживало 6846 человек приписных жителей и 1448 — «посторонних».

| - Абай-Кучук — 92/0 чел. - Агай-Белонский — 163/7 чел. - Агай-Гердтовский — 91/13 чел. - Аксакал-Меркит — 66/0 чел. - Актай — 17/3 чел. - Алтунджи-Меркит — 90/0 чел. - Айгол — 121/5 чел. - Баим — 171/0 чел. - Байбулат — 133/0 чел. - Байкият — 306/18 чел. - Бакал — 307/84 чел. - Бараган Новый — 45/7 чел. - Бараган Старый — 3/168 чел. - Бешпилав — 112/17 чел. - Бешпилав-Джанкой — 79/7 чел. - Боджай — 7/1 чел. - Боз — 126/17 чел. - Боз-Джайчи — 81/5 чел. - Буйтень — 81/12 чел. - Бурун-Эли — 116/33 чел. - Даулджар — 130/9 чел. - Джайлав — 110/15 чел. - Джаманак Новый — 81/17 чел. | - Джаманак-Сырт — 111/19 чел. - Джугень — 142/41 чел. - Каймачи — 121/9 чел. - Кара-Меркит № 1 — 69/42 чел. - Карача-Орлюк — 73/11 чел. - Кара-Чора-Молла — 43/6 чел. - Кармыш — 88/21 чел. - Карчага — 108/19 чел. - Каспорю-Боджай — 20/0 чел. - Каспорю-Сыртай — 20/0 чел. - Кипчак-Донузлав — 44/2 чел. - Кир-Актачи — 58/8 чел. - Кир-Актачи (вакуф) — 76/0 чел. - Киргиз-Козак — 139/160 чел. - Коротокият — 95/5 чел. - Кудаш — 50/5 чел. - Кудаш-Караба — 54/5 чел - Кукуш-Караба — 132/0 чел. - Кульджакин — 113/0 чел. - Лепатиха — 46/1 чел. - Найман — 28/4 чел. - Николаевка — 60/0 чел. - Нургальды — 43/2 чел. - Отар — 62/4 чел. | - Отуз — 144/5 чел. - Садыр — 27/154 чел. - Сакав — 13/0 чел. - Сары-Кипчак — 41/4 чел. - Сиджеут — 1 чел. - Танабай — 269/12 чел. - Татыш-Конрат — 194/4 чел. - Тойтебе Новая — 59/5 чел. - Тойтебе Старая — 17/3 чел. - Токчарлы — 32/5 чел. - Тувака — 123/17 чел. - Тураш — 107/11 чел. - Узбек немецкий — 23/7 чел. - Узбек татарский — 140/21 чел. - Чеголтай немецкий — 36/4 чел. - Чеголтай татарский — 193/4 чел. - Чонгурчи — 265/38 чел. - Чонгурчи татарский — 99/9 чел. - Чондалай — 24/8 чел. - Шейх-Эли — 21/3 чел. - Шейх-Эли (вакуф) — 30/5 чел. - Эльток — 59/18 чел. - Эмир-Орлюк — 54/3 чел. |

Также в волости числились: посёлки Бурун-Эли, Ивановка (Коскенчи), Камбар, Кара-Меркит № 2; хутора Алтунджи-Меркит, Камбар (Эльток), Ольгино, Тавкель, Чеголтай; экономии Алтыпармак, Байкият, Кара-Кипчак, Коджалак, Тлеш и Токмак; рыбные заводы Байкият и Чеголтай, Конрад пристань, а также посёлок, хутор, рыбный завод, соляной промысел и пристань Бакал.
Волость была упразднена постановлением Крымревкома от 8 января 1921 года № 206 «Об изменении административных границ».